# Froodite
La froodite è un minerale.